# Edelweisser
Edelweisser (Leontopodium) är ett släkte av korgblommiga växter. Edelweisser ingår i familjen korgblommiga växter.

## Bildgalleri

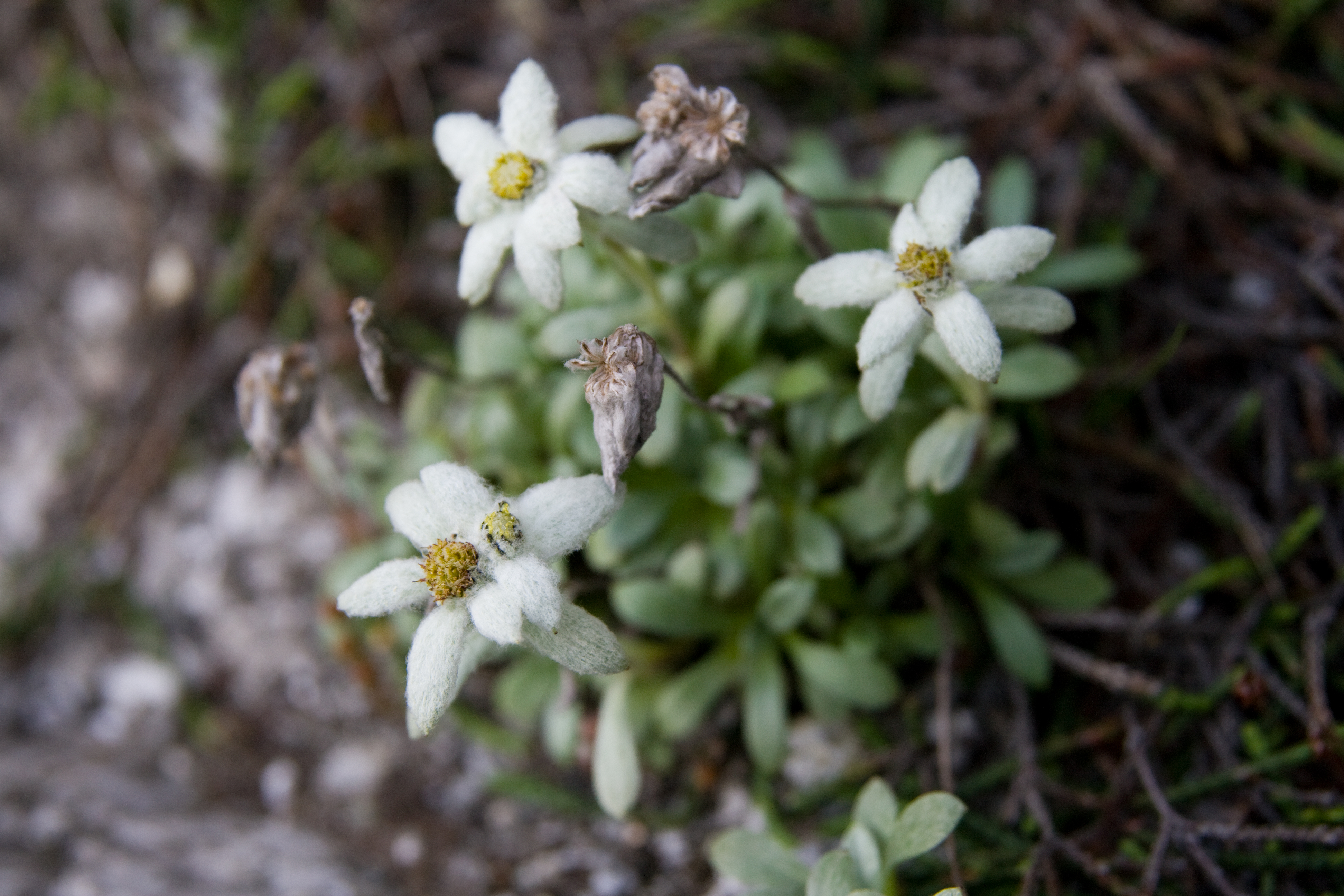
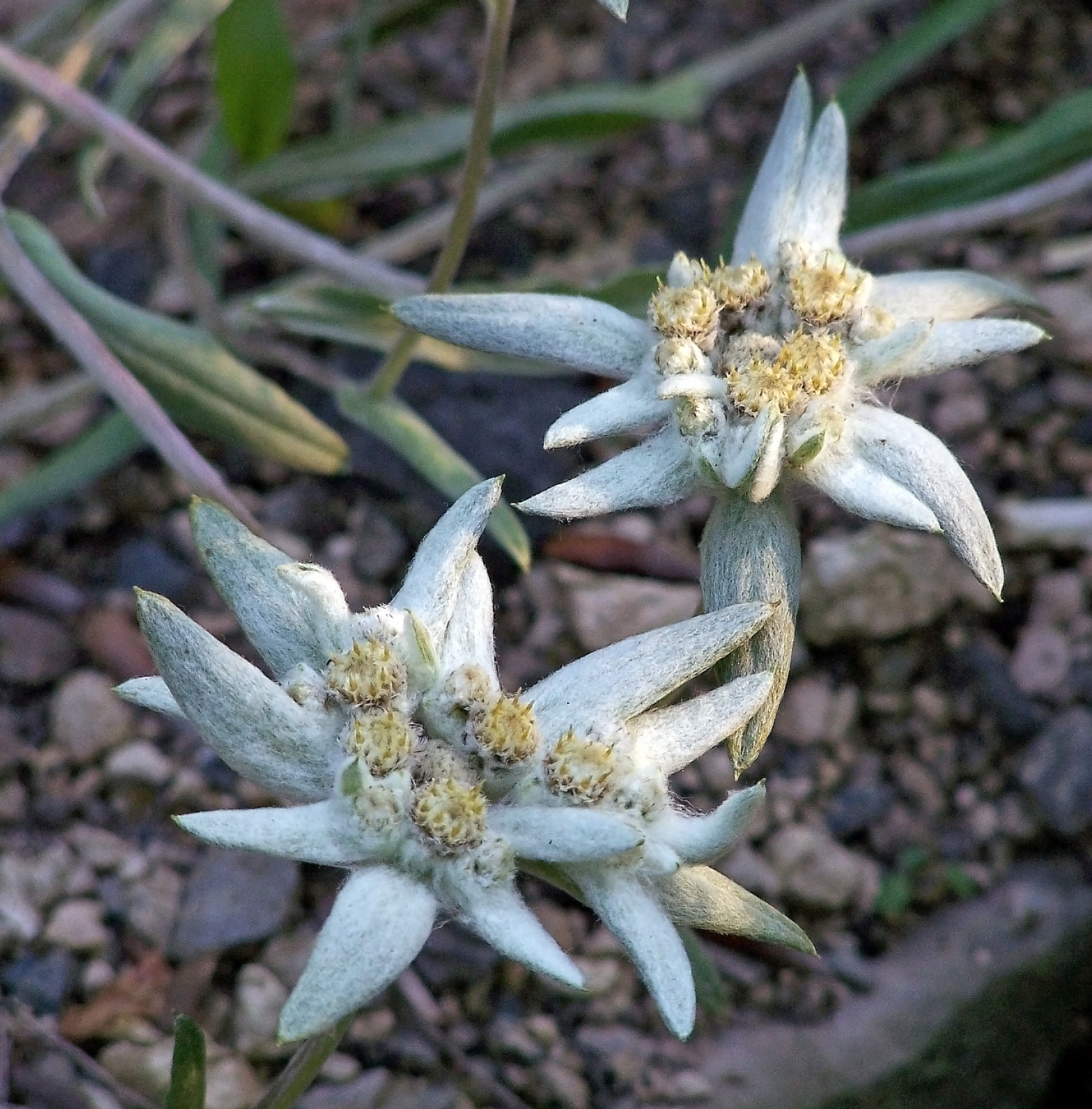
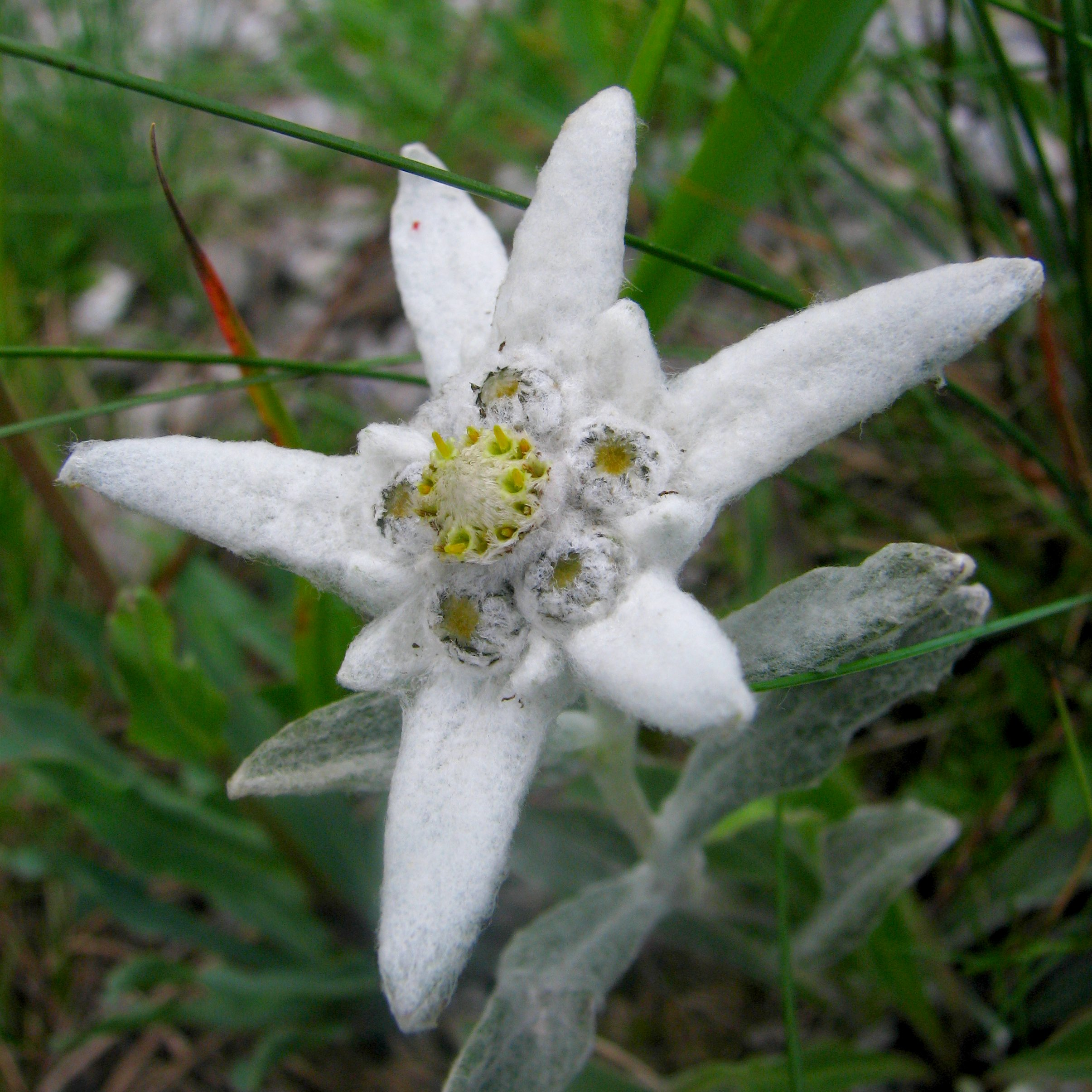
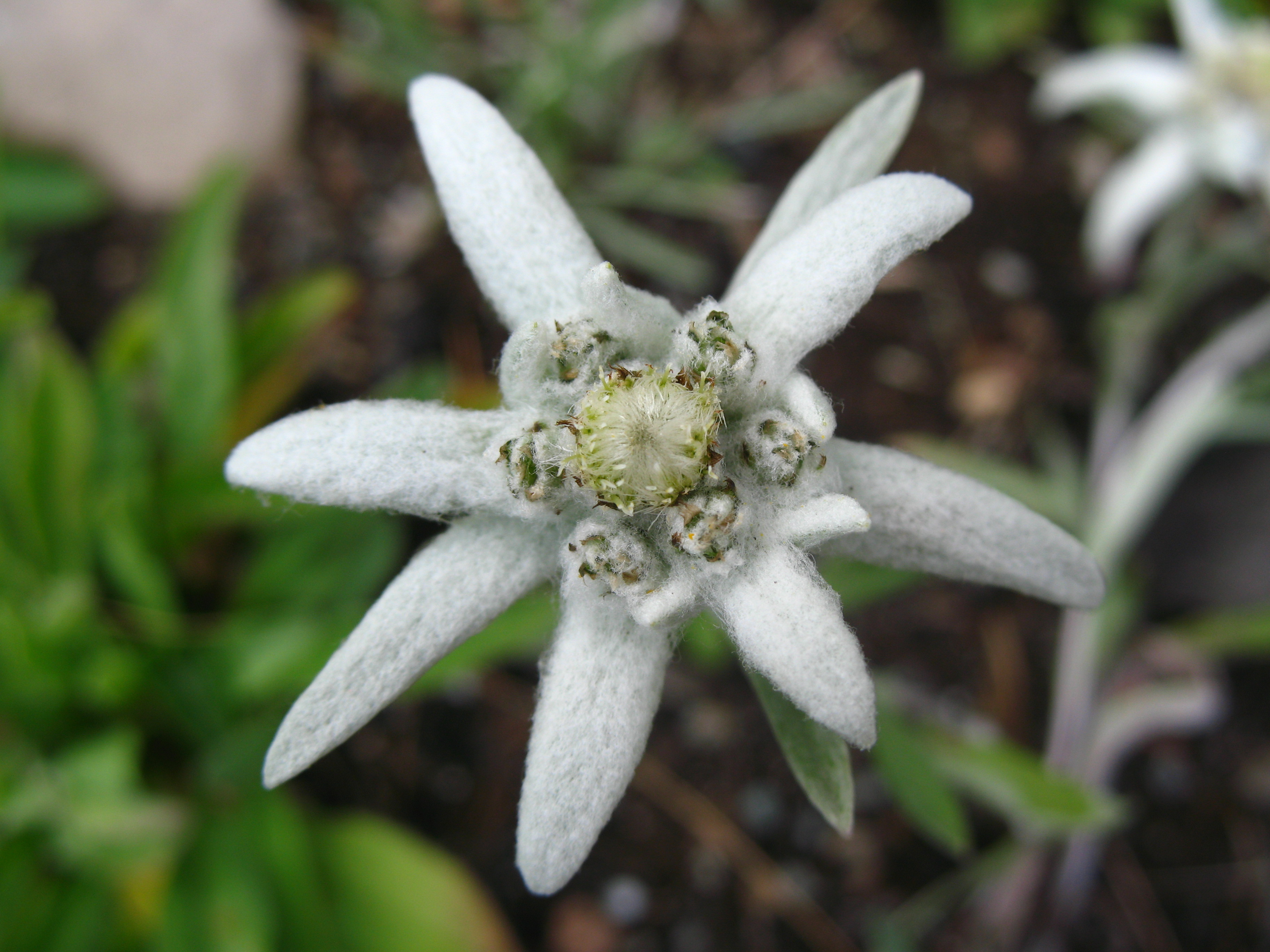
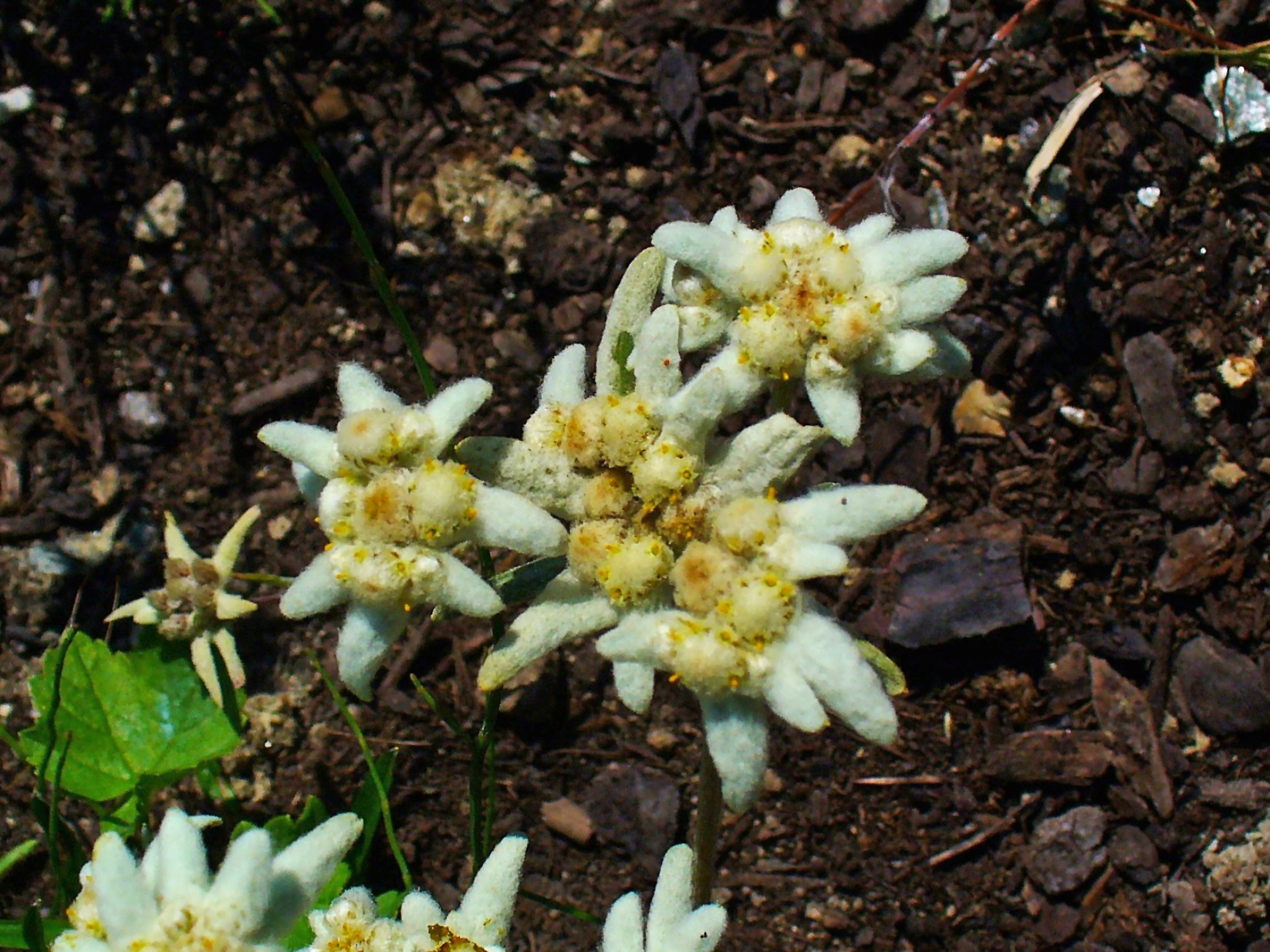
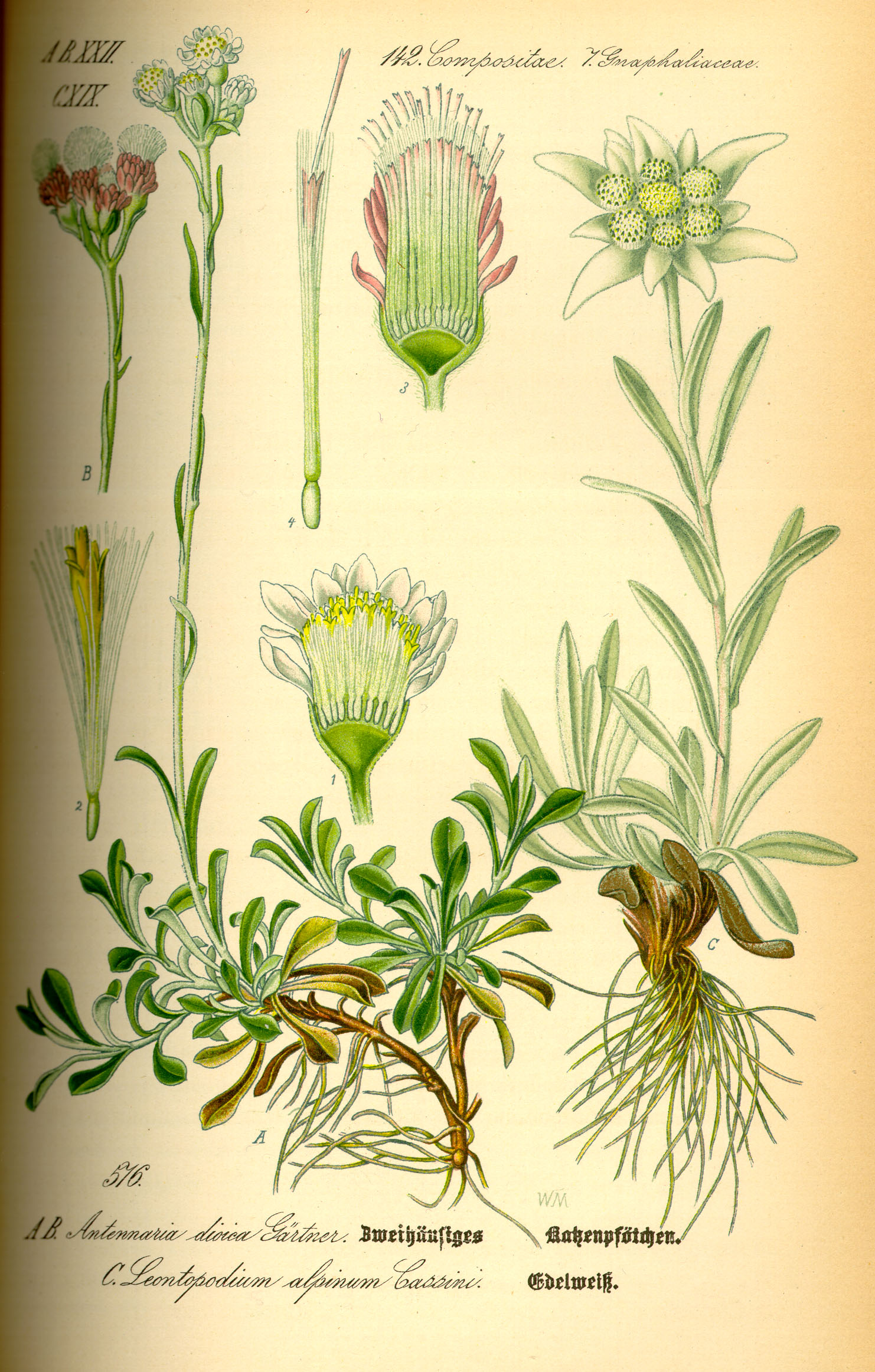

## Dottertaxa till Edelweisser, i alfabetisk ordning[1]
- Leontopodium albogriseum
- Leontopodium andersonii
- Leontopodium antennarioides
- Leontopodium artemisiifolium
- Leontopodium aurantiacum
- Leontopodium beerianum
- Leontopodium blagoveshczenskyi
- Leontopodium brachyactis
- Leontopodium calocephalum
- Leontopodium campestre
- Leontopodium chuii
- Leontopodium conglobatum
- Leontopodium coreanum
- Leontopodium dedekensii
- Leontopodium delavayanum
- Leontopodium discolor
- Leontopodium fangingense
- Leontopodium fauriei
- Leontopodium forrestianum
- Leontopodium franchetii
- Leontopodium giraldii
- Leontopodium gracile
- Leontopodium haastioides
- Leontopodium hallaisanense
- Leontopodium haplophylloides
- Leontopodium hayachinense
- Leontopodium himalayanum
- Leontopodium jacotianum
- Leontopodium japonicum
- Leontopodium kamtschaticum
- Leontopodium kurilense
- Leontopodium leiolepis
- Leontopodium leontopodium
- Leontopodium longifolium
- Leontopodium melanolepis
- Leontopodium meredithae
- Leontopodium micranthum
- Leontopodium microphyllum
- Leontopodium monocephalum
- Leontopodium muscoides
- Leontopodium nanum
- Leontopodium nivale
- Leontopodium niveum
- Leontopodium ochroleucum
- Leontopodium omeiense
- Leontopodium palibinianum
- Leontopodium pusillum
- Leontopodium roseum
- Leontopodium rosmarinoides
- Leontopodium shinanense
- Leontopodium sinense
- Leontopodium smithianum
- Leontopodium souliei
- Leontopodium stellatum
- Leontopodium stoechas
- Leontopodium stoloniferum
- Leontopodium stracheyi
- Leontopodium subulatum
- Leontopodium villosulum
- Leontopodium villosum
- Leontopodium wilsonii